# تيري لويز فيشر
تيري لويز فيشر (بالإنجليزية: Terry Louise Fisher)‏ (21 فبراير 1946 في شيكاغو - 10 يونيو 2025)؛ كاتبة سيناريو، وروائية من الولايات المتحدة.

## الجوائز
- جائزة الإيمي برايم تايم

## روابط خارجية
- تيري لويز فيشر على موقع IMDb (الإنجليزية)
- تيري لويز فيشر على موقع ميتاكريتيك (الإنجليزية)
- تيري لويز فيشر على موقع روتن توميتوز (الإنجليزية)
- تيري لويز فيشر على موقع ألو سيني (الفرنسية)
- تيري لويز فيشر على موقع تيرنر كلاسيك موفيز (الإنجليزية)
- تيري لويز فيشر على موقع أول موفي (الإنجليزية)
- تيري لويز فيشر على موقع قاعدة بيانات الأفلام السويدية (السويدية)
- تيري لويز فيشر على موقع قاعدة بيانات الفيلم (الإنجليزية)
- تيري لويز فيشر على موقع كينوبويسك (الروسية)